# Oberbergische Bahn
| Streckennummer (DB): | 2620 (Köln Hansaring–Köln) 2670 (Köln–Köln Posthof) 2621 (Köln Posthof–Flughafen NO) 2692 (Flughafen NO–Frankfurter Straße) 2655 (Frankfurter Straße–Overath) 2657 (Overath–Gummersbach-Dieringhausen) 2810 (Gummersbach-Dieringhausen–Lüdenscheid-Brügge) 2813 (Lüdenscheid-Brügge–Lüdenscheid) |                                 |                                 |
| Kursbuchstrecke (DB): | 459 |                                 |                                 |
| Streckenlänge: | 97 km |                                 |                                 |
| Streckengeschwindigkeit: | 120 km/h |                                 |                                 |
| | |                                 |                                 |
| EVU: | DB Regio |                                 |                                 |
| Bundesland: | Nordrhein-Westfalen |                                 |                                 |
| Zuglauf | |                                 |                                 |
| \| \| 0 \| Köln Hansaring \| S \| \| \| 1 \| Köln Hbf \| ICE, EST, IC, FLX, RE, RB, S \| \| \| 2 \| Köln Messe/Deutz \| ICE, IC, EC, RE, RB, S \| \| \| 4 \| Köln Trimbornstraße \| S \| \| \| 8 \| Köln Frankfurter Straße \| S \| \| \| 17 \| Rösrath-Stümpen \| Rösrath-Stümpen \| \| \| 19 \| Rösrath \| Rösrath \| \| \| 21 \| Hoffnungsthal \| Hoffnungsthal \| \| \| 25 \| Honrath \| Honrath \| \| \| 29 \| Overath \| Overath \| \| \| 41 \| Engelskirchen \| Engelskirchen \| \| \| 46 \| Ründeroth \| Ründeroth \| \| \| 54 \| Gummersbach-Dieringhausen \| \| \| \| 59 \| Gummersbach \| Gummersbach \| \| \| 67 \| Marienheide \| Marienheide \| \| \| 76 \| Meinerzhagen \| Meinerzhagen \| \| \| 80 \| Kierspe \| Kierspe \| \| \| 88 \| Halver-Oberbrügge (Bedarfshalt) \| Halver-Oberbrügge (Bedarfshalt) \| \| \| 91 \| Lüdenscheid-Brügge \| RB \| \| \| 97 \| Lüdenscheid \| RB \| | |                                 |                                 |
| | 0 | Köln Hansaring                  | S                               |
| Bahnhof mit S-Bahn-Halt | 1 | Köln Hbf                        | ICE, EST, IC, FLX, RE, RB, S    |
| Bahnhof mit S-Bahn-Halt | 2 | Köln Messe/Deutz                | ICE, IC, EC, RE, RB, S          |
| | 4 | Köln Trimbornstraße             | S                               |
| Bahnhof mit S-Bahn-Halt | 8 | Köln Frankfurter Straße         | S                               |
| Haltepunkt / Haltestelle | 17 | Rösrath-Stümpen                 | Rösrath-Stümpen                 |
| Bahnhof | 19 | Rösrath                         | Rösrath                         |
| Bahnhof | 21 | Hoffnungsthal                   | Hoffnungsthal                   |
| Haltepunkt / Haltestelle | 25 | Honrath                         | Honrath                         |
| Bahnhof | 29 | Overath                         | Overath                         |
| Bahnhof | 41 | Engelskirchen                   | Engelskirchen                   |
| Bahnhof | 46 | Ründeroth                       | Ründeroth                       |
| Bahnhof | 54 | Gummersbach-Dieringhausen       |                                 |
| Bahnhof | 59 | Gummersbach                     | Gummersbach                     |
| Bahnhof | 67 | Marienheide                     | Marienheide                     |
| Bahnhof | 76 | Meinerzhagen                    | Meinerzhagen                    |
| Bahnhof | 80 | Kierspe                         | Kierspe                         |
| Haltepunkt / Haltestelle | 88 | Halver-Oberbrügge (Bedarfshalt) | Halver-Oberbrügge (Bedarfshalt) |
| Bahnhof | 91 | Lüdenscheid-Brügge              | RB                              |
| Haltepunkt / Haltestelle Streckenende | 97 | Lüdenscheid                     | RB                              |

Die Oberbergische Bahn verkehrt im Vorlaufverkehr der S-Bahn Köln als Regionalbahn mit der Linienkennung RB 25 von Köln Hansaring über Köln Hbf, Köln Messe/Deutz, Overath, Gummersbach und Meinerzhagen nach Lüdenscheid.

## Linienverlauf

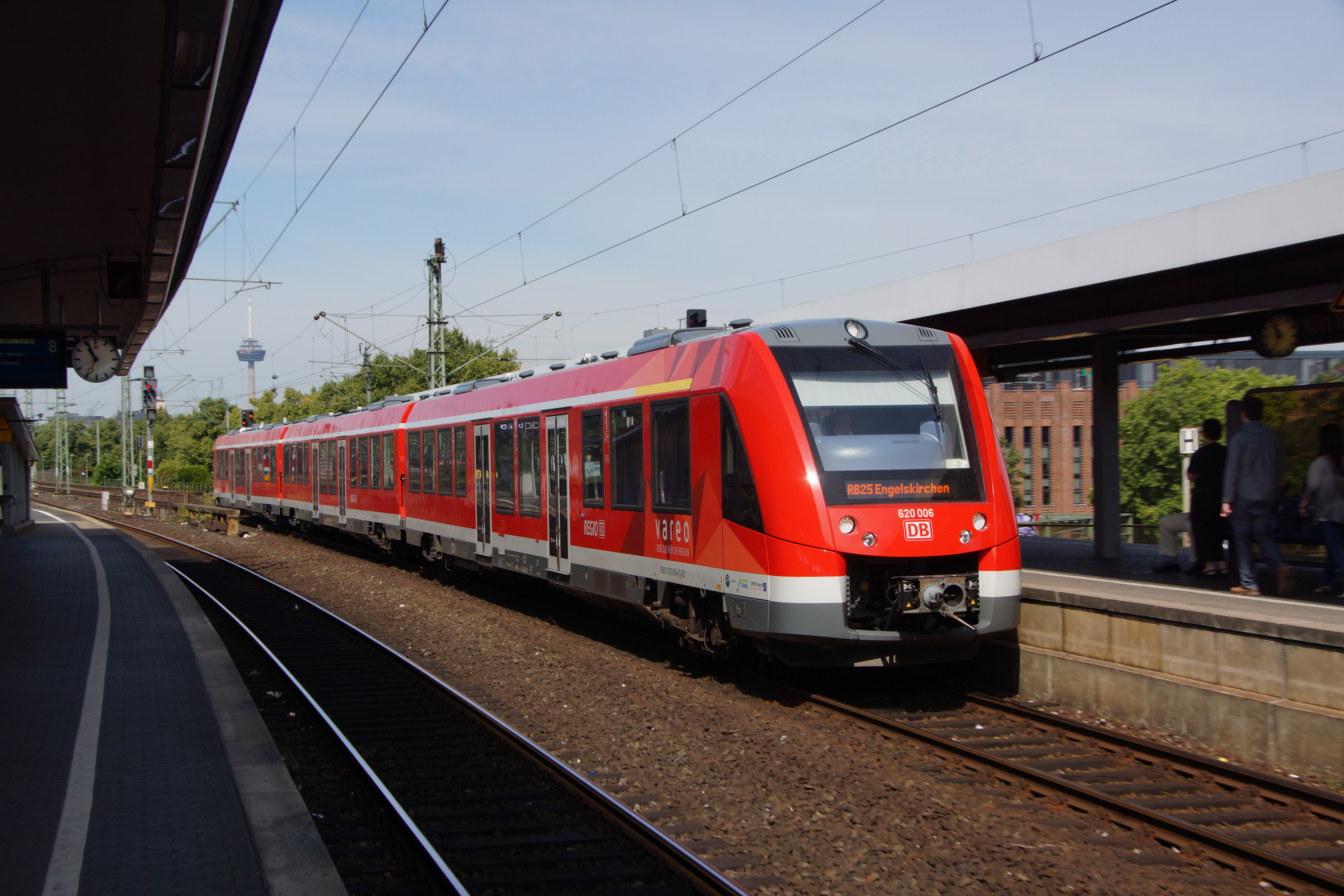
Die Oberbergische Bahn im Bahnhof Köln Messe/Deutz

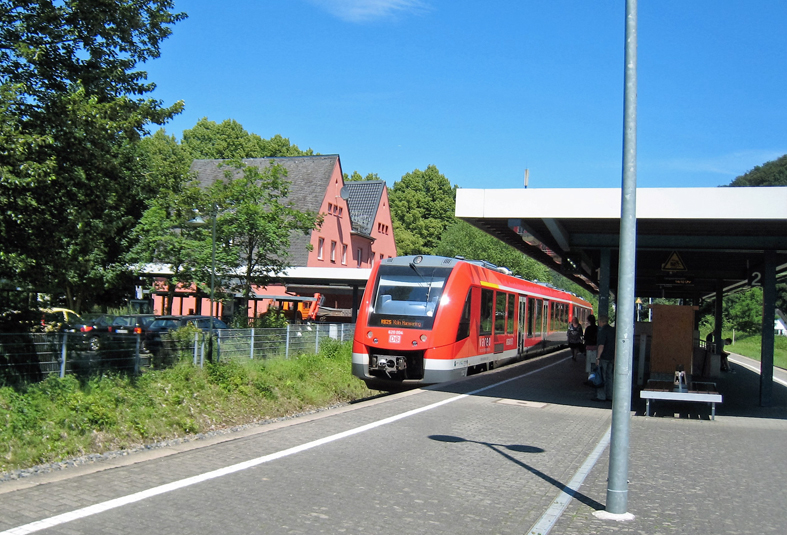
Der Bahnhof Hoffnungsthal, links im Hintergrund das ehemalige Empfangsgebäude (2016)

Die Regionalbahn-Linie RB 25 beginnt in Köln Hansaring und führt über die Gleise der S-Bahn-Stammstrecke auf die Bahnstrecke Köln-Kalk–Overath, in Overath dann auf die Bahnstrecke Siegburg–Olpe (auch Aggertalbahn genannt), auf der sie bis Gummersbach-Dieringhausen fährt. Ab dort befährt sie die Volmetalbahn bis Lüdenscheid-Brügge und zweigt anschließend auf die Stichstrecke zu ihrem Endhaltepunkt nach Lüdenscheid ab. Die Höchstgeschwindigkeit von 120 km/h wird nur zwischen Köln und Rösrath-Stümpen ausgefahren.
Die RB 25 verkehrt von Montag bis Freitag im Abschnitt zwischen Köln Hansaring und Gummersbach und am Samstag und Sonntag zwischen Köln Hansaring und Engelskirchen halbstündlich. Stündlich fahren die Züge darüber hinaus bis nach Lüdenscheid.

## Geschichte
Hervorgegangen ist die RB 25 aus der 1984 eingeführten City-Bahn, womit im Nahverkehr zwischen Köln und Gummersbach der Stundentakt eingeführt wurde. Bevor auf der weiterführenden Strecke über Gummersbach hinaus der Nahverkehr bis 1987 eingestellt wurde, verkehrten die City-Bahnen im Zweistundentakt weiter bis Meinerzhagen.
Im Jahr 1998 wurden dann alle Linien in Nordrhein-Westfalen vertaktet und erhielten Liniennummern mit Liniennamen. So auch die Nahverkehrszüge zwischen Köln und Gummersbach, die nun als Linie RB 25 unter dem Namen „Oberbergische Bahn“ verkehrten. Mit Betriebsstart im Jahr 1998 gewann die DB Regionalbahn Rheinland die Ausschreibung des Kölner Dieselnetzes, welches auch die Betriebsleistungen der RB 25 umfasste. Die damit verbundene geplante Einführung von Fahrzeugen der Baureihe 644 auf der RB 25 konnte allerdings erst im Jahre 1999 umgesetzt werden. 
Im April 2003 wurde die Linie über ihren bisherigen Endpunkt Gummersbach hinaus nach Marienheide verlängert. Die Verantwortlichen rechneten damals noch mit einer zügigen Umsetzung der weiteren Verlängerung bis Brügge. Für den Streckenabschnitt Gummersbach – Brügge wurde zum damaligen Zeitpunkt ein Potential von 4.500 Fahrgästen pro Tag vorausgesehen. Gegen einen ersten Reaktivierungsversuch wurde im Jahr 2006 im Zuge der Kürzung von Regionalisierungsmitteln durch den damaligen NRW-Verkehrsminister Oliver Wittke ein Planungsstopp verhängt.

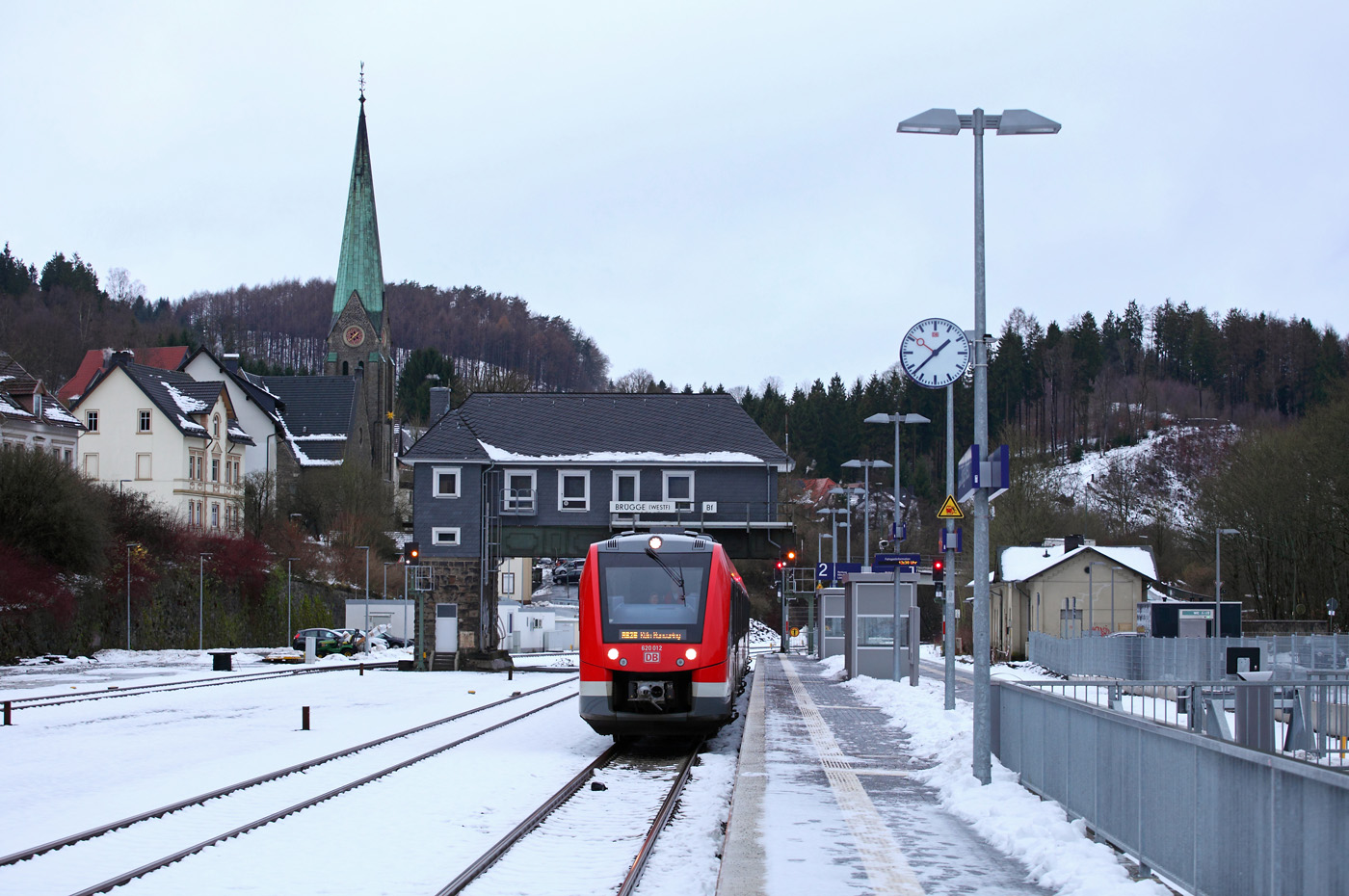
Unterwegs als RB 11553 (Lüdenscheid – Köln Hansaring) erreicht der 620 012 den Bahnhof Lüdenscheid-Brügge, 14. Dezember 2017

Der Abschnitt Marienheide–Meinerzhagen ging zum Fahrplanwechsel im Dezember 2013 wieder in Betrieb; bis 26. Februar 2014 herrschte noch Schienenersatzverkehr. 2015 unterzeichnete der Zweckverband Nahverkehr Westfalen-Lippe (NWL) als Aufgabenträger den Verkehrsvertrag mit DB Regio für die Verlängerung der RB 25 Richtung Meinerzhagen–Lüdenscheid. Der Abschnitt Meinerzhagen–Lüdenscheid ging zum Fahrplanwechsel im Dezember 2017 wieder in Betrieb, jedoch zunächst im Zweistundentakt, da die Infrastruktur und die Anschlusssituation in Brügge keine dichtere Taktung erlaubten. Das Angebot wurde mit dem endgültigen Ausbau des Abschnittes und der Fertigstellung des Bahnhofs Kierspe sowie des Haltepunktes Halver-Oberbrügge im Dezember 2019 auf einen Stundentakt erweitert.
Seit dem Fahrplanwechsel im Dezember 2019 ist auch am Wochenende ein halbstündliches Angebot bis Engelskirchen vorhanden. Unter der Woche besteht das halbstündliche Angebot bis Gummersbach.
Durch die Flutkatastrophe 2021 war der Streckenabschnitt zwischen Marienheide und Lüdenscheid stark in Mitleidenschaft gezogen worden. Nach einer zweijährigen Instandsetzung sollten die Züge ab Mitte 2023 wieder durchgängig fahren, allerdings fiel dann ein Schaden an einer kleinen Brücke bei Meinerzhagen auf, so dass diese nicht mehr befahrbar war. Die Instandsetzung dauerte wiederum zwei Jahre. Eine durchgängige Verbindung zwischen Köln und Lüdenscheid ist seit 1. Juli 2025 wieder möglich.

## Tarif
Auf dem Abschnitt Köln–Meinerzhagen gilt der Tarif des Verkehrsverbundes Rhein-Sieg (VRS). Im Abschnitt zwischen Meinerzhagen und Lüdenscheid gilt der Westfalentarif (WT).

## Zukunft
Im Januar und Februar 2019 wurde ein Betriebsversuch zur Ermittlung der Fahrplanstabilität bei Einrichtung eines zusätzlichen Haltes in Overath-Vilkerath erfolgreich durchgeführt. Die Züge legten dazu stündlich in dem Zeitraum einen Betriebshalt auf freier Strecke ein. Nach Auswertung der Ergebnisse wurde über die Einrichtung des zusätzlichen Haltes positiv entschieden. Zusätzlich wird zur Erhöhung der Betriebsstabilität in Ehreshoven eine Kreuzungsstelle eingerichtet. Diese soll den heute 12 Kilometer langen eingleisigen Blockabschnitt zwischen Overath und Engelskirchen halbieren und die Betriebsstabilität bei Unregelmäßigkeiten erhöhen. Der Streckenabschnitt ist durch den mittlerweile regelmäßigen halbstündlichen Betrieb voll ausgelastet, so dass größere Verspätungen zu Zugausfällen oder zur Verspätungsübertragung auf andere Züge führen.
Die Linie soll mittelfristig als S 15 in das Netz der S-Bahn Köln integriert werden. Hierfür soll die Bahnstrecke elektrifiziert und abschnittsweise zweigleisig ausgebaut werden. Die neue S 15 soll von Kall in der Eifel über Euskirchen, Köln und Gummersbach im 20-Minuten-Takt bis nach Marienheide führen. Darüber hinaus ist neben einer Verlängerung im Stundentakt bis Lüdenscheid auch eine neue Regionalbahn angedacht. Die Linie RB 55 soll Gummersbach im Stundentakt via Lüdenscheid-Brügge und Hagen Hauptbahnhof umsteigefrei mit dem Dortmunder Hauptbahnhof verbinden.
Im September 2017 gründete sich das Bündnis Oberbergische Bahn, welches den Ausbau der Strecke vorantreiben möchte. In ihm sind die Anliegerkommunen und Landkreise sowie der Zweckverband go.Rheinland und die Deutsche Bahn vertreten. Ergebnisse einer Machbarkeitsstudie zur Elektrifizierung und Optimierung der Oberbergischen Bahn wurden im März 2021 vorgelegt. Sie zeigt im Ergebnis, dass ein S-Bahn-Betrieb bis Gummersbach oder Marienheide sinnvoll und möglich wäre.

## Vergabe an DB Regio

Logo VAREO

Die zuständigen Aufgabenträger haben im März 2011 das Kölner Dieselnetz an DB Regio zum Betrieb ab Dezember 2013 für 20 Jahre vergeben. Im Rahmen dieser Vergabe wurden die folgenden Maßnahmen realisiert:
- Streckenverlängerung (Reaktivierung) über Marienheide hinaus nach Meinerzhagen und Lüdenscheid
- geschwindigkeitserhöhende Maßnahmen im Abschnitt von Köln-Porz bis Rösrath
- Ausweitung des Fahrtenangebotes im Abschnitt Overath–Engelskirchen durch Verlängerung der Zwischenzüge Köln–Overath (dreizehn Fahrten Mo–Fr)
- Ausweitung des Fahrtenangebotes im Abschnitt Overath–Gummersbach um vierzehn Fahrten Mo–Fr
- zusätzlicher HVZ-Verstärker in der Frühspitze von Overath (7:11 Uhr) nach Köln (7:48 Uhr)
- Einrichtung eines Halbstundentaktes zwischen Marienheide und Gummersbach zwischen 7:00 und 8:00 Uhr für den Schüler- und Ausbildungsverkehr

Bis August 2011 wurde die Linie durch DB Regio Rheinland betrieben, eine eigenständige Tochtergesellschaft der DB Regio AG. Mit deren Auflösung übernahm DB Regio NRW bereits den Betrieb. Mit dem Fahrplanwechsel im Dezember 2013 stellte DB Regio NRW ihr neues Konzept für das Kölner Dieselnetz vor, wozu auch die Oberbergische Bahn gehört. Neuer Markenname ist „Vareo. Der Zug für die Region“, der sich aus den Regionen des Kölner Dieselnetzes in Nordrhein-Westfalen und Rheinland-Pfalz, mit seinen zwei RE-Linien, fünf RB-Linien und einer S-Bahn-Linie, zusammensetzt: Voreifel, Ahrtal, Rhein, Eifel und Oberbergisches Land/obere Volme.
Zu den Strecken zählen zusätzlich zur RB 25 folgende Linien:
- RE 12 und RE 22/RB 22 (Eifelstrecke)
- RB 23 und S 23 (Erfttalbahn und Voreifelbahn)
- RB 24 (Eifelstrecke)
- RB 30 und RB 39 (Ahrtalbahn)

## Fahrzeuge

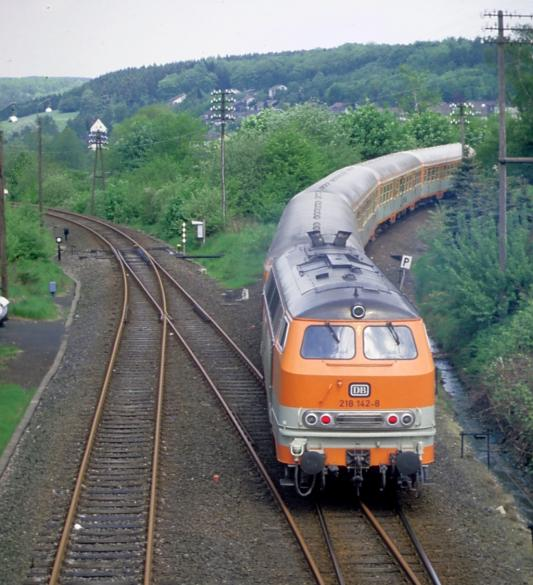
DB-Baureihe 218 mit City-Bahn (1984–1999) beim Verlassen des Bahnhofs Marienheide in Richtung Meinerzhagen

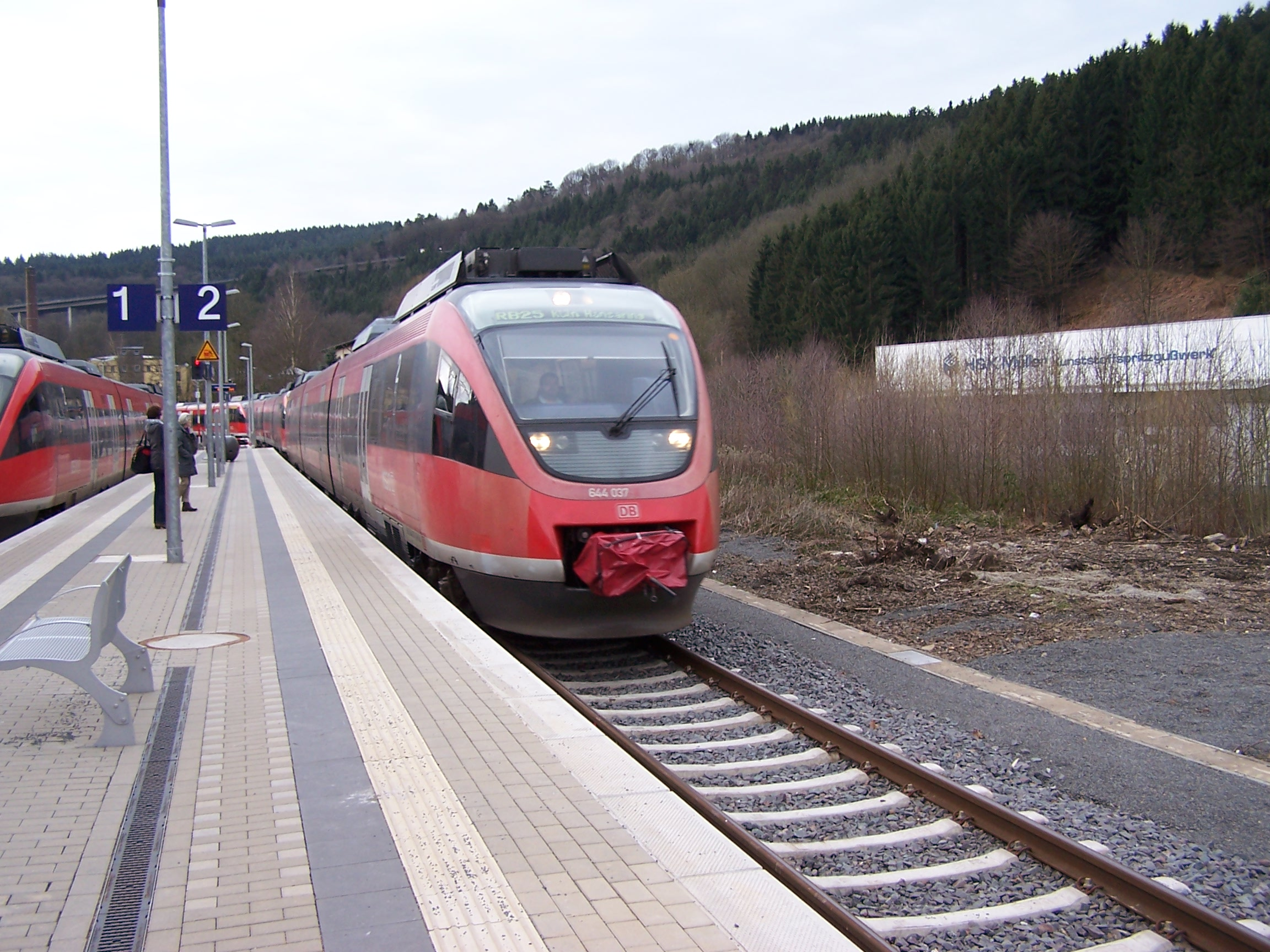
BR 644 (1999–2014) als RB 25 in Engelskirchen

Aktuell werden Fahrzeuge der BR 620 und 622 Alstom Coradia LINT eingesetzt.
Früher war die Bahnlinie auch unter dem Namen „Aggertaler“ bekannt. Ab 1984 setzte die Deutsche Bundesbahn erstmals auf dieser Bahnstrecke (Köln – Meinerzhagen) ihre neue Zuggattung „City-Bahn“ ein. Eingesetzt wurden von 1984 bis 1999 lokbespannte Züge mit Maschinen der BR 218 und n-Wagen in reinorange-kieselgrauer Pop-Lackierung.
Seit Mai 1998 trägt die „Oberbergische Bahn“ die Linienkennzeichnung „RB 25“. Von 1999 bis 2014 wurde die Strecke mit Zügen des Typs Bombardier Talent (Baureihe 644) betrieben.

## Arbeiten an den Bahnhöfen
Für die Reaktivierung des Personenverkehrs auf dem Abschnitt zwischen Marienheide und Meinerzhagen wurden 2012 im Bahnhof Meinerzhagen alte Gleisanlagen abgerissen und zwei neue Gleise sowie drei Weichen gebaut. Auch der Bahnhof Gummersbach sowie die Bahnhöfe Engelskirchen und Overath wurden vollständig modernisiert und die Bahnsteige neu angelegt. Bis Ende November 2012 gab es auch im weiteren Verlauf der Volmestrecke hinter Kierspe in Richtung Oberbrügge Ausbauarbeiten. Die Deutsche Bahn AG investierte in diese Gleiserneuerung rund 16,5 Millionen Euro. Als weitere Maßnahmen würden außerdem noch der Ausbau und die Sicherung von Bahnübergängen sowie die Herrichtung der Haltepunkte bzw. Bahnhöfe in Meinerzhagen, Kierspe und Halver-Oberbrügge anstehen.
Seit Dezember 2017 sind die Arbeiten am Bahnhof Meinerzhagen weitestgehend abgeschlossen; für Kierspe und Halver-Oberbügge gibt es keine verbindlichen Termine.
2018 wurde der Bahnhof Gummersbach-Dieringhausen vollständig saniert und modernisiert sowie der Streckenabschnitt Dieringhausen West–Dieringhausen zweigleisig ausgebaut.
Die Reaktivierung der Volmetalbahn ist ein wesentliches Projekt innerhalb des Regionale-Programms Oben an der Volme. Zusätzlich zu den Streckenarbeiten, durchgeführt durch die Deutsche Bahn AG, gestalten die vier beteiligten Kommunen Meinerzhagen, Kierspe, Halver (für den Bahnhof Oberbrügge) und Schalksmühle auch das Umfeld rund um die Bahnhöfe attraktiver. Zudem erhalten die Bahnhöfe auch Bike-and-ride-Abstellmöglichkeiten für den ebenfalls zum Regionale-Projekt gehörenden Volmetal-Radweg. In Meinerzhagen und Kierspe wurden in diesem Zusammenhang auch die dortigen Zentralen Omnibusbahnhöfe (ZOB) zur Verknüpfung von Bahn- und Busverkehr neu gestaltet.